# Наши (партия)
Наши (укр. Наші) — политическая партия на Украине. Создана 21 сентября 2018 года. 7 марта 2019 года вошла в состав Оппозиционного блока. Лидер — депутат Верховной рады Украины VII и VIII созывов Евгений Мураев.
19 марта 2022 года Советом нацбезопасности и обороны на время военного положения деятельность политической партии приостановлена.

## Государственная регистрация
Партия была зарегистрирована 19 февраля 2015 года под названием «Политическая партия „Победа“» . 10 февраля 2017 название было изменено на «Сила народа», 2 августа 2018 — на «Украинский формат», 21 сентября 2018 — «Наши».

## Деятельность
В сентябре 2018 года глава политсовета партии «За жизнь» Евгений Мураев создал новую партию под её нынешним названием «Наши». В неё вошли политики из «За жизнь», которые не согласились с тем, что партию возглавил Виктор Медведчук. «НАШИ» выступают за широкую децентрализацию и культурную автономию регионов Украины, а также внеблоковый статус страны.
10 января 2019 партия избрала Мураева кандидатом на выборах президента Украины 2019 года. По словам аналитика Детектор Медиа Ярослава Зубченко, партия «Наши», также как и телеканал НАШ, были созданы Мураевым специально под президентские и парламентские выборы 2019 года.
7 марта 2019 года Мураев отказался от участия в выборах в пользу Александра Вилкула. Он также сообщил о запланированном объединении партий Вилкула «Оппозиционный блок — Партия развития и мира» и «Наши». На парламентских выборах 2019 года партия присоединилась к партийному списку с партиями «Оппозиционный блок — Партия мира и развития», «Возрождение» и «Доверяй Делам». Список партий получил 3,23 % голосов, не преодолев 5 % барьер.
В 2020 году партия принимала участие в местных выборах в составе региональных избирательных блоков: Блок Кернеса — Успешный Харьков, Доверяй Делам и.т.д.). В Южной городской территориальной общине партия получила три места.
В ноябре 2021 года журналисты проекта «ТІНІ», проанализировав финансовый отчёт партии, заявили, что часть задекларированных доноров партии не помнит, вкладывали ли они в неё деньги, а другие доноры не смогли объяснить происхождение внесённых ими денег, так как пожертвования значительно превышали их зарплаты. Также среди спонсоров партии нашли несколько офшорных фирм, аффилированных с Мураевым. Сам Мураев содержание расследования не комментировал, однако заявил, что его авторы «финансируются Соросом».
19 марта 2022 года Совет национальной безопасности и обороны Украины решил на время войны запретить деятельность 11 политических партий, считающихся пророссийскими; в том числе была запрещена партия «Наши».
14 июня 2022 года Восьмой апелляционный административный суд Львова запретил деятельность партии «Наши».

## Идеология
Партия декларирует приверженность нейтральному и внеблоковому статусу Украины; уважения к истории, заботы о развитии культуры и родного языка; политики реиндустриализации страны; широкой децентрализации и культурной автономии всех регионов Украины.
Партия «Наши» оценивалась как одна из многих пророссийских партий («Оппозиционный блок», «Оппозиционная платформа — За жизнь», «Оппозиционный блок — Партия мира и развития» и другие), образовавшихся на обломках бывшей Партии регионов. Политолог Алексей Макаркин предполагал, что партия «Наши» «понемногу отгрызает рейтинги у стагнирующей ОПЗЖ», чему способствует наличие у Мураева телеканала НАШ.
Высказывалось и мнение о том, что партия претендует на «радикально антиукраинско-пророссийское электоральное поле». Некоторые обозреватели увидели в логотипе партии отсылку к советской или кремлёвской красной звезде.

## Руководство
Партию возглавляют депутаты Верховной Рады Украины VII и VIII созывов Евгений Мураев и Александр Долженков, ранее входившие в «Партию регионов».

## Рейтинг
Согласно исследованию компании Active Group, в феврале 2022 года рейтинг партии «Наши» составлял 4,9 %, а по данным Киевского международного института социологии рейтинг партии с октября 2021 года по февраль 2022 года колебался от 4,1 до 5,7 %. В то же время рейтинг её лидера Евгения Мураева во многих опросах сравнялся с его главным оппонентом Юрием Бойко.
Многие аналитики полагали, что подъём электорального рейтинга партии напрямую связан с деятельностью созданного в 2018 году телеканала «Наш», закрытого в феврале 2022 года в связи с введёнными санкциями СНБО.

### Комментарии
1. ↑  Были запрещены также «Оппозиционная платформа — За жизнь», «Оппозиционный блок», «Партия Шария», «Левая оппозиция», «Союз левых сил», «Держава», «Прогрессивная социалистическая партия Украины», «Социалистическая партия Украины», партия «Социалисты», «Блок Владимира Сальдо»'"`UNIQ--ref-00000013-QINU`"'